# Danh sách cầu thủ tham dự giải vô địch bóng đá trong nhà châu Á 2018
Dưới đây là một danh sách các đội hình cho mỗi đội tuyển quốc gia tranh tài tại Giải vô địch bóng đá trong nhà châu Á 2018. Giải đấu sẽ diễn ra trong tháng 2 năm 2018 ở Đài Loan (thường gọi là Trung Hoa Đài Bắc bởi AFC). Giải sẽ được giải thi đấu tổ chức lần thứ 15 bởi Liên đoàn bóng đá châu Á (AFC) cho các đội tuyển nam quốc gia châu Á.
Mỗi đội tuyển phải đăng ký một đội hình có 14 cầu thủ, tổi thiểu 2 cầu thủ phải họ là thủ môn. Danh sách đội hình đầy đủ ở dưới đây.

## Bảng A

### Trung Hoa Đài Bắc
Trung Hoa Đài Bắc đã đặt tên cho đội hình của họ vào ngày 31 tháng 1 năm 2018.
Huấn luyện viên trưởng:  Adil Amarante
| 0#0 | Vị trí | Cầu thủ          | Ngày sinh và tuổi           | Câu lạc bộ                         |
| --- | ------ | ---------------- | --------------------------- | ---------------------------------- |
| 1   | TM     | Chiang Hsin-wei  | 9 tháng 12, 1996 (21 tuổi)  | Taipei Physical Education College  |
| 12  | TM     | Chen Wei-chun    | 18 tháng 2, 2000 (17 tuổi)  | Hualien High School of Agriculture |
| 2   | FP     | Chiu Chia-wei    | 22 tháng 8, 1986 (31 tuổi)  | Hualien High School of Agriculture |
| 3   | FP     | Chou I-te        |                             | University of Kang Ning            |
| 4   | FP     | Hung Kai-chun    | 4 tháng 3, 1987 (30 tuổi)   | Taiwan Power Company               |
| 5   | FP     | Huang Po-chun    | 23 tháng 8, 1993 (24 tuổi)  |                                    |
| 6   | FP     | Hung Wei-teng    | 12 tháng 11, 1994 (23 tuổi) | Taipei Physical Education College  |
| 7   | FP     | Chang Chien-ying | 29 tháng 12, 1982 (35 tuổi) |                                    |
| 8   | FP     | Huang Tai-hsiang | 5 tháng 3, 1997 (20 tuổi)   | Taipei Physical Education College  |
| 9   | FP     | Lin Chih-hung    | 26 tháng 7, 1997 (20 tuổi)  | Taipei Physical Education College  |
| 10  | FP     | Chi Sheng-fa     | 21 tháng 8, 1993 (24 tuổi)  |                                    |
| 11  | FP     | Lai Ming-hui     | 28 tháng 8, 1997 (20 tuổi)  | Taipei Physical Education College  |
| 13  | FP     | Lin Chien-hsun   | 10 tháng 1, 1993 (25 tuổi)  | Taiwan Power Company               |
| 14  | FP     | Chen Ching-hsuan |                             | WuFeng University                  |

### Việt Nam
Huấn luyện viên trưởng:  Miguel Rodrigo
| 0#0 | Vị trí | Cầu thủ          | Ngày sinh và tuổi           | Câu lạc bộ       |
| --- | ------ | ---------------- | --------------------------- | ---------------- |
| 1   | TM     | Ngô Đình Thuận   | 5 tháng 7, 1987 (30 tuổi)   | Thái Sơn Nam     |
| 2   | TM     | Nguyễn Văn Huy   | 13 tháng 8, 1989 (28 tuổi)  | Thái Sơn Bắc     |
| 3   | FP     | Lê Quốc Nam      | 14 tháng 11, 1993 (24 tuổi) | Thái Sơn Nam     |
| 4   | FP     | Cổ Trí Kiệt      | 4 tháng 9, 1995 (22 tuổi)   | Thái Sơn Nam     |
| 5   | FP     | Ngô Ngọc Sơn     | 24 tháng 3, 1995 (22 tuổi)  | Thái Sơn Nam     |
| 6   | FP     | Phạm Đức Hòa     | 12 tháng 4, 1991 (26 tuổi)  | Thái Sơn Nam     |
| 7   | FP     | Phùng Trọng Luân | 20 tháng 10, 1985 (32 tuổi) | Thái Sơn Nam     |
| 8   | FP     | Vũ Quốc Hưng     | 1991                        | Hải Phương Nam   |
| 9   | FP     | Trần Thái Huy    | 12 tháng 10, 1995 (22 tuổi) | Thái Sơn Nam     |
| 10  | FP     | Vũ Đức Tùng      | 3 tháng 1, 1995 (23 tuổi)   | Thái Sơn Bắc     |
| 11  | FP     | Trần Văn Vũ      | 30 tháng 5, 1990 (27 tuổi)  | Thái Sơn Nam     |
| 12  | FP     | Khổng Đình Hùng  | 11 tháng 11, 1989 (28 tuổi) | Sanest Khánh Hòa |
| 13  | FP     | Đinh Văn Toàn    | 1992                        | Hải Phương Nam   |
| 14  | FP     | Nguyễn Đắc Huy   | 1991                        | Thái Sơn Nam     |

### Malaysia
Malaysia đã đặt tên cho đội hình của họ vào ngày 1 tháng 2 năm 2018.
Huấn luyện viên trưởng: Chiew Chun Yong
| 0#0 | Vị trí | Cầu thủ                 | Ngày sinh và tuổi           | Câu lạc bộ         |
| --- | ------ | ----------------------- | --------------------------- | ------------------ |
| 1   | TM     | Mohd Firdaus Razali     | 25 tháng 4, 1984 (33 tuổi)  | MPSJ               |
| 12  | TM     | Azrul Hadee Taufiq      | 7 tháng 3, 1987 (30 tuổi)   | KL Marcerra United |
| 3   | FP     | Muhammad Nurasyraaf     |                             | KL City            |
| 4   | FP     | Muhammad Farikh Rahman  | 21 tháng 1, 1997 (21 tuổi)  | Perak FA           |
| 5   | FP     | Mohamad Awalluddin Nawi | 2 tháng 2, 1998 (19 tuổi)   | Perak FA           |
| 6   | FP     | Mohd Ridzwan Bakri      | 25 tháng 8, 1994 (23 tuổi)  | Sabah              |
| 7   | FP     | Mohd Khairul Effendy    | 3 tháng 12, 1987 (30 tuổi)  | SKN FC Kebumen     |
| 8   | FP     | Saiful Aula Ahmad       | 1 tháng 2, 1992 (26 tuổi)   | Melaka             |
| 9   | FP     | Mohd Azwann Ismail      | 4 tháng 10, 1991 (26 tuổi)  | FELDA United       |
| 10  | FP     | Syed Aizad Daniel       | 1 tháng 2, 1996 (22 tuổi)   | MPSJ               |
| 11  | FP     | Muhammad Aidil Shahril  |                             | MPSJ               |
| 12  | FP     | Abu Haniffa Hasan       | 22 tháng 2, 1991 (26 tuổi)  | Melaka             |
| 13  | FP     | Saiful Nizam Ali        | 13 tháng 10, 1991 (26 tuổi) | Melaka             |
| 14  | FP     | Yazid Kamaruzuan        | 7 tháng 4, 1992 (25 tuổi)   | Kuantan Rangers    |

### Bahrain
Huấn luyện viên trưởng: Adel Marzooq
| 0#0 | Vị trí | Cầu thủ           | Ngày sinh và tuổi | Câu lạc bộ |
| --- | ------ | ----------------- | ----------------- | ---------- |
| 1   | TM     | Sayed Fadhel      |                   | Al-Shabab  |
| 2   | TM     | Yusuf Abdulla     |                   | Al-Najma   |
| 14  | TM     | Sayed Mohamed     |                   |            |
| 3   | FP     | Ali Al-Malki      |                   |            |
| 4   | FP     | Falah Abbas       |                   | Al-Shabab  |
| 5   | FP     | Sayed Hashem      |                   |            |
| 6   | FP     | Ali Saleh         |                   | Al-Najma   |
| 7   | FP     | Abdullah Al-Malki |                   | Al-Najma   |
| 8   | FP     | Mohamed Al-Sandi  |                   | Al-Najma   |
| 9   | FP     | Mohammed Abdulla  |                   | Al-Shabab  |
| 10  | FP     | Jassam Saleh      |                   | Al-Najma   |
| 11  | FP     | Ahmed Abdulnabi   |                   | Al-Shabab  |
| 12  | FP     | Salman Maula      |                   | Al-Najma   |
| 13  | FP     | Ahmed Darwish     |                   |            |

## Bảng B

### Uzbekistan
Uzbekistan đã đặt tên cho đội hình của họ vào ngày 29 tháng 1 năm 2018.
Huấn luyện viên trưởng: Bakhodir Akhmedov
| 0#0 | Vị trí | Cầu thủ                | Ngày sinh và tuổi           | Câu lạc bộ          |
| --- | ------ | ---------------------- | --------------------------- | ------------------- |
| 1   | TM     | Rustam Umarov          | 26 tháng 5, 1984 (33 tuổi)  | Ardus               |
| 12  | TM     | Akmaljon Khazratkulov  | 31 tháng 3, 1990 (27 tuổi)  | Pakhtakor           |
| 2   | FP     | Anaskhon Rakhmatov     | 20 tháng 6, 1994 (23 tuổi)  | Ardus               |
| 3   | FP     | Mashrab Adilov         | 15 tháng 8, 1994 (23 tuổi)  | Ardus               |
| 4   | FP     | Ikhtiyor Ropiev        | 19 tháng 9, 1993 (24 tuổi)  | Maksam Chirchik     |
| 5   | FP     | Dilmurod Shavkatov     | 26 tháng 8, 1994 (23 tuổi)  | Ardus               |
| 6   | FP     | Ilhomjon Hamroev       | 25 tháng 9, 1997 (20 tuổi)  | Ardus               |
| 7   | FP     | Dilshod Rakhmatov      | 4 tháng 12, 1989 (28 tuổi)  | Dalian Yuan Dynasty |
| 8   | FP     | Farkhod Abdumavlyanov  | 12 tháng 11, 1987 (30 tuổi) | Almalyk             |
| 9   | FP     | Davronjon Abdurahmanov | 19 tháng 11, 1992 (25 tuổi) | Almalyk             |
| 10  | FP     | Davron Choriev         | 1 tháng 1, 1993 (25 tuổi)   | Ardus               |
| 11  | FP     | Artur Yunusov          | 8 tháng 10, 1987 (30 tuổi)  | Lokomotiv           |
| 13  | FP     | Khusniddin Nishonov    | 19 tháng 5, 1998 (19 tuổi)  | Nafis               |
| 14  | FP     | Konstantin Sviridov    | 11 tháng 3, 1988 (29 tuổi)  | Almalyk             |

### Nhật Bản
Nhật Bản đã đặt tên cho đội hình của họ vào ngày 16 tháng 1 năm 2018.
Huấn luyện viên trưởng:  Bruno Garcia Formoso
| 0#0 | Vị trí | Cầu thủ           | Ngày sinh và tuổi           | Câu lạc bộ        |
| --- | ------ | ----------------- | --------------------------- | ----------------- |
| 1   | TM     | Sekiguchi Yushi   | 24 tháng 10, 1991 (26 tuổi) | Nagoya Oceans     |
| 2   | TM     | Pires Higor       | 7 tháng 7, 1980 (37 tuổi)   | Pescadola Machida |
| 16  | TM     | Yazawa Daimu      | 27 tháng 2, 1994 (23 tuổi)  | Fugador Sumida    |
| 3   | FP     | Murota Yuki       | 13 tháng 4, 1992 (25 tuổi)  | Pescadola Machida |
| 4   | FP     | Saito Koichi      | 25 tháng 8, 1994 (23 tuổi)  | Nagoya Oceans     |
| 5   | FP     | Akira Minamoto    | 28 tháng 1, 1987 (31 tuổi)  | Fuchu Athletic    |
| 6   | FP     | Yoshikawa Tomoki  | 3 tháng 2, 1989 (28 tuổi)   | Nagoya Oceans     |
| 7   | FP     | Henmi Rafael      | 30 tháng 7, 1992 (25 tuổi)  | Benfica           |
| 8   | FP     | Takita Manabu     | 26 tháng 7, 1986 (31 tuổi)  | Pescadola Machida |
| 9   | FP     | Morioka Kaoru     | 7 tháng 4, 1979 (38 tuổi)   | Pescadola Machida |
| 10  | FP     | Nibuya Kazuhiro   | 13 tháng 12, 1987 (30 tuổi) | Vasagey Oita      |
| 11  | FP     | Hoshi Shota       | 17 tháng 11, 1985 (32 tuổi) | Bardral Urayasu   |
| 12  | FP     | Shimizu Kazuya    | 6 tháng 2, 1997 (20 tuổi)   | Fugador Sumida    |
| 13  | FP     | Watanabe Tomoaki  | 29 tháng 4, 1986 (31 tuổi)  | Fuchu Athletic    |
| 14  | FP     | Nishitani Ryosuke | 31 tháng 1, 1986 (32 tuổi)  | Nagoya Oceans     |
| 15  | FP     | Kato Minami       | 20 tháng 12, 1992 (25 tuổi) | Shriker Osaka     |

### Tajikistan
Tajikistan đã đặt tên cho đội hình của họ vào ngày 23 tháng 1 năm 2018.
Huấn luyện viên trưởng: Hussein Shodyev
| 0#0 | Vị trí | Cầu thủ             | Ngày sinh và tuổi           | Câu lạc bộ   |
| --- | ------ | ------------------- | --------------------------- | ------------ |
| 1   | TM     | Firuz Bekmurodov    | 10 tháng 1, 1998 (20 tuổi)  | Disi Invest  |
| 2   | TM     | Murodullo Alikulov  | 9 tháng 6, 1987 (30 tuổi)   | Sino         |
| 3   | FP     | Iqboli Vositzoda    |                             | Sipar        |
| 4   | FP     | Bahodur Khojaev     |                             | Sadova       |
| 5   | FP     | Sobirdzhon Gulyakov | 8 tháng 2, 1998 (19 tuổi)   | Disi Invest  |
| 6   | FP     | Rahmonali Sharipov  | 1 tháng 9, 1994 (23 tuổi)   | Disi Invest  |
| 7   | FP     | Rustam Hamidov      |                             | Sun City     |
| 8   | FP     | Shavqat Halimov     | 15 tháng 11, 1997 (20 tuổi) | Disi Invest  |
| 9   | FP     | Fayzali Sardorov    | 8 tháng 4, 1998 (19 tuổi)   | Sipar        |
| 10  | FP     | Nekruz Alimakhmadov | 10 tháng 8, 1995 (22 tuổi)  | Sipar        |
| 11  | FP     | Firuz Sangov        | 10 tháng 4, 1996 (21 tuổi)  | Soro Company |
| 12  | FP     | Umed Kuziev         | 17 tháng 12, 1997 (20 tuổi) | Disi Invest  |
| 13  | FP     | Muhamadjon Sharipov | 12 tháng 9, 1997 (20 tuổi)  | Sipar        |
| 14  | FP     | Dilshod Salomov     | 5 tháng 10, 1995 (22 tuổi)  | Disi Invest  |

### Hàn Quốc
Hàn Quốc đã đặt tên cho đội hình của họ vào ngày 25 tháng 1 năm 2018.
Huấn luyện viên trưởng: Lee Sang-Jin
| 0#0 | Vị trí | Cầu thủ          | Ngày sinh và tuổi           | Câu lạc bộ         |
| --- | ------ | ---------------- | --------------------------- | ------------------ |
| 1   | TM     | Seo Jung-Woo     | 20 tháng 6, 1990 (27 tuổi)  | FS Seoul           |
| 4   | TM     | Kim Jun-Ho       | 5 tháng 2, 1993 (24 tuổi)   | Fantasia Bucheon   |
| 2   | FP     | Jang Yeong-Cheol | 26 tháng 10, 1992 (25 tuổi) | Yes Gumi           |
| 3   | FP     | Park Young-Jae   | 5 tháng 8, 1991 (26 tuổi)   | Seoul Eunpyeong FS |
| 5   | FP     | Lim Yeong-Seung  | 5 tháng 7, 1994 (23 tuổi)   | FS Seoul           |
| 6   | FP     | Lee Doo-Yong     | 4 tháng 2, 1988 (29 tuổi)   | Fantasia Bucheon   |
| 7   | FP     | Kim Min-Kuk      | 17 tháng 2, 1987 (30 tuổi)  | FS Seoul           |
| 8   | FP     | Jeong Soo-In     | 20 tháng 3, 1992 (25 tuổi)  | Yes Gumi           |
| 9   | FP     | Jo Byung-Girl    | 5 tháng 4, 1992 (25 tuổi)   | Jeonju MAG         |
| 10  | FP     | Lee Min-Yong     | 25 tháng 9, 1984 (33 tuổi)  | Yongin             |
| 11  | FP     | Chun Jin-Woo     | 21 tháng 11, 1987 (30 tuổi) | Yes Gumi           |
| 12  | FP     | Lee Ahn          | 23 tháng 9, 1993 (24 tuổi)  | Yes Gumi           |
| 13  | FP     | You Sang-Yun     | 3 tháng 7, 1989 (28 tuổi)   | Dream Hub Gunsan   |
| 14  | FP     | Park Han-Ul      | 29 tháng 8, 1985 (32 tuổi)  | FS Seoul           |

## Bảng C

### Iran
Iran đã đặt tên cho đội hình của họ vào ngày 28 tháng 1 năm 2018.
Huấn luyện viên trưởng: Mohammad Nazemasharieh
| 0#0 | Vị trí | Cầu thủ                  | Ngày sinh và tuổi           | Câu lạc bộ            |
| --- | ------ | ------------------------ | --------------------------- | --------------------- |
| 1   | TM     | Sepehr Mohammadi         | 8 tháng 8, 1989 (28 tuổi)   | Giti Pasand           |
| 2   | TM     | Alireza Samimi           | 29 tháng 6, 1987 (30 tuổi)  | Mes Sungun            |
| 3   | FP     | Ahmad Esmaeilpour        | 8 tháng 9, 1988 (29 tuổi)   | Giti Pasand           |
| 4   | FP     | Moslem Oladghobad        | 29 tháng 11, 1995 (22 tuổi) | Heyat Football        |
| 5   | FP     | Alireza Rafieipor        | 9 tháng 10, 1993 (24 tuổi)  | Sherkat Melli Haffari |
| 6   | FP     | Mohammad Reza Sangsefidi | 2 tháng 11, 1989 (28 tuổi)  | Tasisat Daryaei       |
| 7   | FP     | Ali Asghar Hassanzadeh   | 2 tháng 11, 1987 (30 tuổi)  | Giti Pasand           |
| 8   | FP     | Abolghasem Orouji        | 2 tháng 12, 1989 (28 tuổi)  | Giti Pasand           |
| 9   | FP     | Saeed Ahmad Abbasi       | 31 tháng 7, 1992 (25 tuổi)  | Giti Pasand           |
| 10  | FP     | Hossein Tayyebi          | 29 tháng 9, 1988 (29 tuổi)  | Kairat Almaty         |
| 11  | FP     | Mehran Alighadr          | 24 tháng 5, 1989 (28 tuổi)  | Giti Pasand           |
| 12  | FP     | Mohammad Shajari         | 30 tháng 8, 1991 (26 tuổi)  | Tasisat Daryaei       |
| 13  | FP     | Farhad Tavakoli          | 13 tháng 1, 1989 (29 tuổi)  | Sherkat Melli Haffari |
| 14  | FP     | Mahdi Javid              | 3 tháng 5, 1987 (30 tuổi)   | Tasisat Daryaei       |

### Iraq
Iraq đã đặt tên cho đội hình của họ vào ngày 29 tháng 1 năm 2018.
Huấn luyện viên trưởng: Haitham Abbas Bawei
| 0#0 | Vị trí | Cầu thủ             | Ngày sinh và tuổi           | Câu lạc bộ    |
| --- | ------ | ------------------- | --------------------------- | ------------- |
| 1   | TM     | Yahya Abdulnoor     |                             |               |
| 13  | TM     | Zaher Mahdi         |                             |               |
| 2   | FP     | Mustafa Bachay      | 14 tháng 1, 1992 (26 tuổi)  | Naft Al-Wasat |
| 3   | FP     | Firas Mohammed      | 1 tháng 11, 1982 (35 tuổi)  | Naft Al-Wasat |
| 4   | FP     | Tareq Zeyad         |                             |               |
| 5   | FP     | Hussein Al-Zubiaidi | 4 tháng 8, 1979 (38 tuổi)   |               |
| 6   | FP     | Zaid Ali            |                             |               |
| 7   | FP     | Salim Faisal        | 16 tháng 1, 1995 (23 tuổi)  | Naft Al-Wasat |
| 8   | FP     | Ghaith Riyadh       |                             |               |
| 9   | FP     | Hassan Ali Jabar    | 13 tháng 1, 1989 (29 tuổi)  |               |
| 10  | FP     | Hasan Dakheel       | 1 tháng 6, 1992 (25 tuổi)   | Naft Al-Wasat |
| 11  | FP     | Rafid Hameed        | 9 tháng 1, 1993 (25 tuổi)   | Naft Al-Wasat |
| 12  | FP     | Zainal Abdeen       | 13 tháng 12, 1995 (22 tuổi) |               |
| 14  | FP     | Waleed Khalid       | 29 tháng 6, 1992 (25 tuổi)  | Naft Al-Wasat |

### Trung Quốc
Huấn luyện viên trưởng:  Sergio Gargelli
| 0#0 | Vị trí | Cầu thủ       | Ngày sinh và tuổi           | Câu lạc bộ          |
| --- | ------ | ------------- | --------------------------- | ------------------- |
| 1   | TM     | Zhu Bei       | 12 tháng 2, 1991 (26 tuổi)  | Wuhan Dilong        |
| 12  | TM     | Zhou Fan      | 17 tháng 6, 1996 (21 tuổi)  | Dalian Yuan Dynasty |
| 2   | FP     | Zhang Bin     | 19 tháng 4, 1988 (29 tuổi)  | Nei Mongol Xuelang  |
| 3   | FP     | Li Shunying   | 21 tháng 10, 1993 (24 tuổi) | Zhuhai Mingshi      |
| 4   | FP     | Li Zhiheng    | 21 tháng 11, 1993 (24 tuổi) | Dalian Yuan Dynasty |
| 5   | FP     | Zhuang Jianfa | 23 tháng 7, 1991 (26 tuổi)  | Shenzhen Nanling    |
| 6   | FP     | Xu Yang       | 14 tháng 2, 1993 (24 tuổi)  | Wuhan Dilong        |
| 7   | FP     | Zhao Liang    | 26 tháng 3, 1988 (29 tuổi)  | Dalian Yuan Dynasty |
| 8   | FP     | Li Jianjia    | 16 tháng 8, 1986 (31 tuổi)  | Shenzhen Nanling    |
| 9   | FP     | Gu Haitao     | 12 tháng 5, 1991 (26 tuổi)  | Shenzhen Nanling    |
| 10  | FP     | Lin Yuchen    | 9 tháng 1, 1993 (25 tuổi)   | Dalian Yuan Dynasty |
| 11  | FP     | Shen Siming   | 26 tháng 7, 1995 (22 tuổi)  | Dalian Yuan Dynasty |
| 13  | FP     | Peng Boyao    | 24 tháng 9, 1992 (25 tuổi)  | Dalian Yuan Dynasty |
| 14  | FP     | Zhang Yameng  | 9 tháng 8, 1990 (27 tuổi)   | Zhuhai Mingshi      |

### Myanmar
Huấn luyện viên trưởng: Htay Myint
| 0#0 | Vị trí | Cầu thủ         | Ngày sinh và tuổi           | Câu lạc bộ  |
| --- | ------ | --------------- | --------------------------- | ----------- |
| 1   | TM     | Yan Paing Hein  |                             | MIC         |
| 2   | TM     | Zwe Pyae Sone   | 18 tháng 10, 1994 (23 tuổi) |             |
| 3   | FP     | Ko Ko Lwin      | 4 tháng 11, 1996 (21 tuổi)  |             |
| 4   | FP     | Kaung Chit Thu  | 22 tháng 2, 1991 (26 tuổi)  |             |
| 5   | FP     | Hein Min Soe    | 7 tháng 5, 1990 (27 tuổi)   | MIC         |
| 6   | FP     | Naing Ye Kyaw   | 24 tháng 4, 1993 (24 tuổi)  | MIC         |
| 7   | FP     | Myo Myint Soe   | 16 tháng 5, 1991 (26 tuổi)  | Pyay United |
| 8   | FP     | Sai Pyone Aung  | 27 tháng 11, 1992 (25 tuổi) | Pyay United |
| 9   | FP     | Pyae Phyo Maung | 15 tháng 11, 1988 (29 tuổi) | Pyay United |
| 10  | FP     | Khin Zaw Lin    | 11 tháng 7, 1993 (24 tuổi)  |             |
| 11  | FP     | Nyein Min Soe   | 19 tháng 5, 1996 (21 tuổi)  | Pyay United |
| 12  | FP     | Ye Lin Tun      | 16 tháng 9, 1998 (19 tuổi)  |             |
| 13  | FP     | Aung Zin Oo     | 19 tháng 12, 1993 (24 tuổi) | Pyay United |
| 14  | FP     | Pyae Phyo Maung | 9 tháng 1, 1992 (26 tuổi)   |             |

## Bảng D

### Thái Lan
Thái Lan đã đặt tên cho đội hình của họ vào ngày 29 tháng 1 năm 2018.
Huấn luyện viên trưởng:  Pulpis
| 0#0 | Vị trí | Cầu thủ                | Ngày sinh và tuổi           | Câu lạc bộ        |
| --- | ------ | ---------------------- | --------------------------- | ----------------- |
| 1   | TM     | Kanison Phoopun        | 11 tháng 11, 1991 (26 tuổi) | Port              |
| 12  | TM     | Katawut Hankampa       | 27 tháng 5, 1992 (25 tuổi)  | Chonburi Bluewave |
| 2   | FP     | Peerapol Satsue        | 8 tháng 5, 1992 (25 tuổi)   | Bangkok BTS       |
| 3   | FP     | Natthapon Suttiroj     | 27 tháng 1, 1983 (35 tuổi)  | Chonburi Bluewave |
| 4   | FP     | Nawin Rattanawongsawas | 21 tháng 9, 1992 (25 tuổi)  | Bangkok BTS       |
| 5   | FP     | Ronnachai Jungwongsuk  | 4 tháng 3, 1997 (20 tuổi)   | Chonburi Bluewave |
| 6   | FP     | Jirawat Sornwichian    | 25 tháng 10, 1988 (29 tuổi) | Chonburi Bluewave |
| 7   | FP     | Kritsada Wongkaeo      | 29 tháng 4, 1988 (29 tuổi)  | Chonburi Bluewave |
| 8   | FP     | Jetsada Chudech        | 20 tháng 2, 1989 (28 tuổi)  | Rajnavy           |
| 9   | FP     | Suphawut Thueanklang   | 14 tháng 7, 1989 (28 tuổi)  | Chonburi Bluewave |
| 10  | FP     | Nattawut Madyalan      | 12 tháng 4, 1990 (27 tuổi)  | Chonburi Bluewave |
| 11  | FP     | Muhammad Osamanmusa    | 19 tháng 1, 1998 (20 tuổi)  | Bangkok BTS       |
| 13  | FP     | Chaivit Jamgrajang     | 13 tháng 11, 1989 (28 tuổi) | Port              |
| 14  | FP     | Apiwat Chaemcharoen    | 31 tháng 3, 1991 (26 tuổi)  | Chonburi Bluewave |

### Kyrgyzstan
Kyrgyzstan đã đặt tên cho đội hình của họ vào ngày 31 tháng 1 năm 2018.
Huấn luyện viên trưởng:  Amirzhan Mukhanov
| 0#0 | Vị trí | Cầu thủ              | Ngày sinh và tuổi           | Câu lạc bộ   |
| --- | ------ | -------------------- | --------------------------- | ------------ |
| 1   | TM     | Kirill Ermolov       | 6 tháng 10, 1984 (33 tuổi)  | Osh EREM     |
| 2   | TM     | Aktilek Esenaliev    |                             |              |
| 3   | FP     | Iuldashbai Salimbaev |                             |              |
| 4   | FP     | Arstanbek Tursunov   | 16 tháng 12, 1998 (19 tuổi) |              |
| 5   | FP     | Kelkel Anarbekov     | 11 tháng 12, 1989 (28 tuổi) |              |
| 6   | FP     | Manas Abdrasul Uulu  | 13 tháng 8, 1995 (22 tuổi)  | Osh EREM     |
| 7   | FP     | Dastan Rysbekov      |                             | Emgek        |
| 8   | FP     | Adilet Imanbekov     |                             | Alga Bishkek |
| 9   | FP     | Maksat Alimov        | 3 tháng 8, 1990 (27 tuổi)   | Osh EREM     |
| 10  | FP     | Ulanbek Baigazy Uulu | 7 tháng 12, 1993 (24 tuổi)  | Osh EREM     |
| 11  | FP     | Adilet Kultaev       | 27 tháng 2, 1986 (31 tuổi)  | Osh EREM     |
| 12  | FP     | Aktai Tashtanov      | 10 tháng 1, 1998 (20 tuổi)  | Nurfinans    |
| 13  | FP     | Mirlan Zholdubaev    | 13 tháng 7, 1999 (18 tuổi)  |              |
| 14  | FP     | Emil Kanetov         | 21 tháng 4, 1985 (32 tuổi)  | Osh EREM     |

### Liban
Liban đã đặt tên cho đội hình của họ vào ngày 27 tháng 1 năm 2018.
Huấn luyện viên trưởng: Shahabbedin Sofalmanesh
| 0#0 | Vị trí | Cầu thủ             | Ngày sinh và tuổi           | Câu lạc bộ        |
| --- | ------ | ------------------- | --------------------------- | ----------------- |
| 1   | TM     | Hussein Hamadani    | 23 tháng 6, 1984 (33 tuổi)  | Bank of Beirut    |
| 2   | TM     | Ghadi Abi Akl       | 9 tháng 4, 1996 (21 tuổi)   | Ashrafieh         |
| 13  | TM     | Karim Joueidi       |                             | Ashrafieh         |
| 3   | FP     | Mohammad Abou Zeid  |                             | Army              |
| 4   | FP     | Mustafa Rhyem       | 1 tháng 10, 1993 (24 tuổi)  |                   |
| 5   | FP     | Ahmad Kheir El-Dine | 7 tháng 7, 1995 (22 tuổi)   | Bank of Beirut    |
| 6   | FP     | Ali El-Homsi        | 20 tháng 10, 1985 (32 tuổi) | Bank of Beirut    |
| 7   | FP     | Hassan Zeitoun      | 15 tháng 2, 1988 (29 tuổi)  | Al Fayhaa Tripoli |
| 8   | FP     | Kassem Koussan      | 1 tháng 10, 1985 (32 tuổi)  | Al Fayhaa Tripoli |
| 9   | FP     | Mouhammad Hammoud   | 7 tháng 6, 1997 (20 tuổi)   | Bank of Beirut    |
| 10  | FP     | Ali Tneich          | 16 tháng 7, 1992 (25 tuổi)  | Bank of Beirut    |
| 11  | FP     | Mohamad Kobeissy    | 1 tháng 10, 1988 (29 tuổi)  | Bank of Beirut    |
| 12  | FP     | Karim Abou Zeid     | 11 tháng 1, 1991 (27 tuổi)  | Bank of Beirut    |
| 14  | FP     | Moustafa Serhan     | 31 tháng 5, 1989 (28 tuổi)  | Bank of Beirut    |

### Jordan
Jordan đã đặt tên cho đội hình của họ vào ngày 25 tháng 1 năm 2018.
Huấn luyện viên trưởng: Saleh Abu Jafer
| 0#0 | Vị trí | Cầu thủ            | Ngày sinh và tuổi           | Câu lạc bộ         |
| --- | ------ | ------------------ | --------------------------- | ------------------ |
| 1   | TM     | Yusef Ayasrah      | 31 tháng 12, 1987 (30 tuổi) | Shocair            |
| 12  | TM     | Aledres Hasan      |                             |                    |
| 14  | TM     | Majed Al-Hafi      | 26 tháng 6, 1983 (34 tuổi)  | Hamadah            |
| 2   | FP     | Majdi Qandeel      | 20 tháng 8, 1986 (31 tuổi)  |                    |
| 3   | FP     | Qais Shabib        | 8 tháng 9, 1996 (21 tuổi)   | Shocair            |
| 4   | FP     | Mutaz Mohammad     |                             |                    |
| 5   | FP     | Abdel Samara       | 14 tháng 8, 1992 (25 tuổi)  | Rusefa             |
| 6   | FP     | Musa Abu Shaikha   | 3 tháng 9, 1994 (23 tuổi)   |                    |
| 7   | FP     | Ahmed Arab         | 18 tháng 12, 1980 (37 tuổi) | Amman Municipality |
| 8   | FP     | Yousef Al-Awadat   | 8 tháng 12, 1989 (28 tuổi)  |                    |
| 9   | FP     | Ibrahim Qandeel    | 2 tháng 1, 1987 (31 tuổi)   |                    |
| 10  | FP     | Samer Naser        | 26 tháng 1, 1990 (28 tuổi)  | Wuhan Dilong       |
| 11  | FP     | Amjed Al-Qorom     | 18 tháng 9, 1988 (29 tuổi)  | Shabab Al-Ordon    |
| 13  | FP     | Waleed Abed Ashour |                             |                    |